# Adalbert von Preußen (1884–1948)

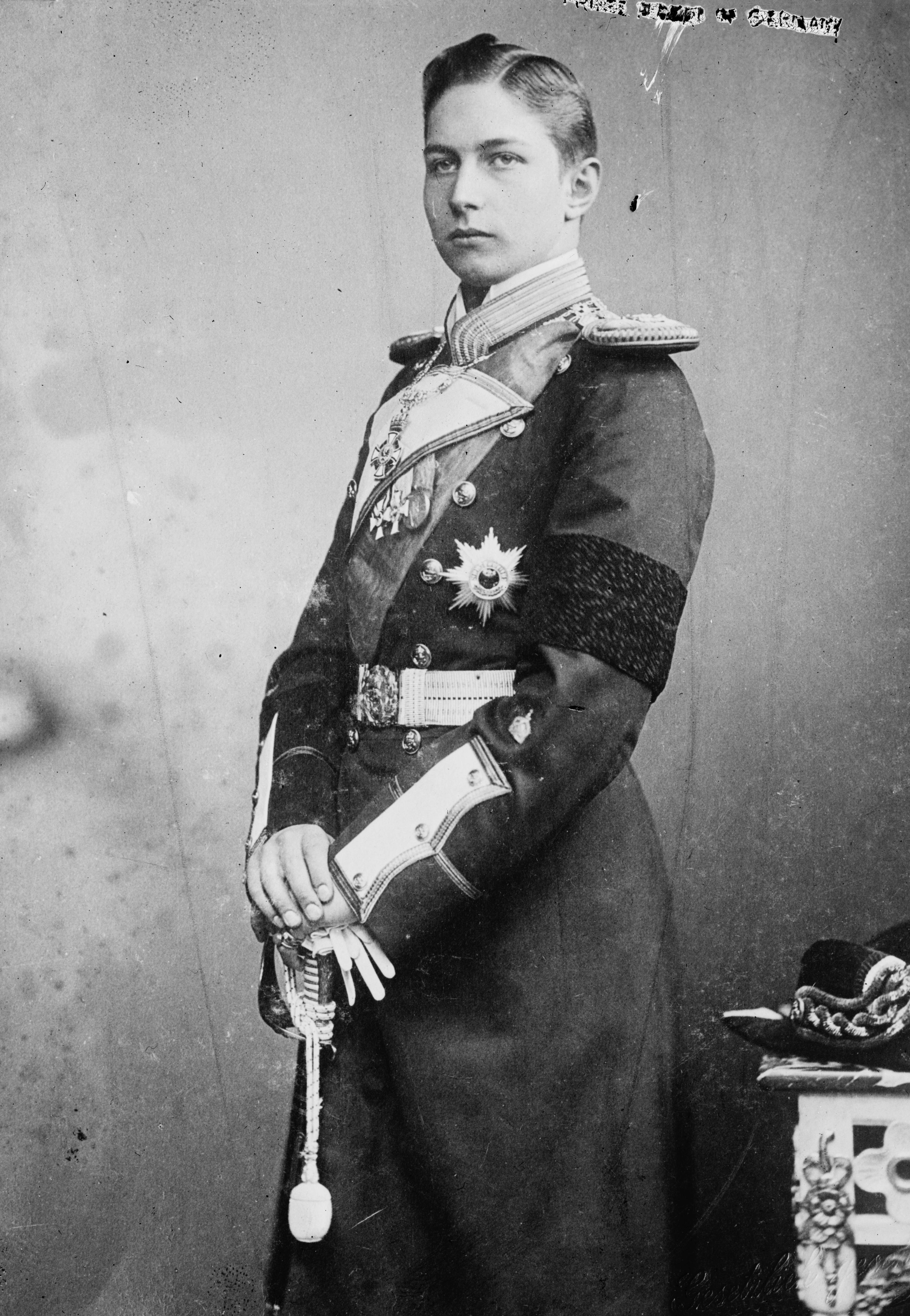
Prinz Adalbert, Aufnahme von 1903

Adalbert Ferdinand Berengar Viktor Prinz von Preußen (* 14. Juli 1884 in Potsdam; † 22. September 1948 in La Tour-de-Peilz/Schweiz) war ein deutscher Prinz und dritter Sohn Kaiser Wilhelms II.

## Leben
Adalbert wurde als dritter Sohn Kaiser Wilhelms II. und seiner Gemahlin Kaiserin Auguste Viktoria geboren. Die besondere Vorliebe des Kaisers für die Marine gab den Anlass, dem neugeborenen Prinzen bereits mit dem Taufnamen eine berufliche Bestimmung zu geben: Ein Vetter Kaiser Wilhelms I. gleichen Namens hatte als Admiral maßgeblich Anteil am Aufbau der preußischen Flotte.
Nach seiner streng militärischen Erziehung, die er gemeinsam mit seinen Brüdern auf der Prinzeninsel und im Prinzenhaus am Plöner Schloss erhielt, trat Adalbert am 31. Mai 1894 in die Kaiserliche Marine ein und besuchte die Marineakademie und -schule (Kiel), um dort als Marineoffizier ausgebildet zu werden. Nach abgeschlossener Ausbildung unternahm Adalbert einige Auslandsreisen, unter anderem nach Brasilien, und vertrat Kaiser Wilhelm II. an den Höfen in Peking und Athen, außerdem erhielt er auf Wunsch des Vaters Zeichenunterricht vom See- und Landschaftsmaler Poppe Folkerts. Als Marineoffizier bewohnte er ein kleines Haus am Kieler Hafen, die Villa Seelust. Am 3. August 1914 heiratete Adalbert Prinzessin Adelheid von Sachsen-Meiningen (1891–1971), die Trauung wurde in Wilhelmshaven vollzogen. Die damals 22-jährige Prinzessin Adelheid war väterlicherseits eine Enkelin des Herzogs Georg II. von Sachsen-Meiningen, des populären „Theaterherzogs“, sowie mütterlicherseits eine Enkelin des Grafregenten Ernst zur Lippe-Biesterfeld. Aus der Ehe gingen drei Kinder hervor. Der Onkel von Prinzessin Adelheid, der spätere Herzog Bernhard III., war verheiratet mit der Schwester Kaiser Wilhelms II., Prinzessin Charlotte.

## Erster Weltkrieg
Im Ersten Weltkrieg war Adalbert zuerst als Navigationsoffizier von November 1914, ab 22. März 1915 Korvettenkapitän, bis Januar 1916 auf Kaiser, wurde dann bis November 1916 Kommandeur des I. Bataillons des 4. Marine-Regiments. Anschließend kam er in den Stab des II. Admirals des IV. Geschwaders und war seit März 1917 Kommandant des Kleinen Kreuzers Danzig, womit er auch am Unternehmen Albion teilnahm. Im März 1918 übernahm er das Kommando über den Neubau Dresden bis zum Kriegsende. Im Kriege übertrug die Mutter Kaiserin Auguste Viktoria ihren Schwiegertöchtern sozial-karitative Aufgaben. Adelheid war maßgeblich an zwei Marinegenesungsheimen beteiligt. Im Juli 1918 konnten die Heime für die Angehörigen der Seestreitkräfte und des Marinekorps in Berchtesgaden eröffnet werden.
Adalbert, der auch Major der Preußischen Armee war, stand à la suite des 1. Garde-Regiments zu Fuß, des Grenadier-Regiments „König Friedrich der Große“ (3. Ostpreußisches) Nr. 4 sowie des 1. Garde-Grenadier-Landwehr-Regiments.
Die Tatsache, dass ausgerechnet die Aufstände der Hochseeflotte im November 1918 schließlich zum Sturz der Monarchie führten, verletzte Adalbert tief. Am 22. November 1919 wurde er aus der Marine verabschiedet.

## Zurückgezogenes Leben
Im Sommer 1919 verließ Adalbert gemeinsam mit seiner Familie Kiel und bezog eine Villa in Bad Homburg. Sie gaben ihrem neuen Heim den Namen Adelheidswert. Die kommenden Jahre lebten sie sehr zurückgezogen als Privatleute in Deutschland. Alfred Haehner, Leibarzt Wilhelms II. im Exil, notierte im Dezember 1919, dass der Kaiser, der zu all seinen Söhnen ein schwieriges Verhältnis habe, dem Prinzen Adalbert besonders distanziert, ja „vollständig gleichgültig“ gegenüberstehe.
Die schlechte gesundheitliche Verfassung Adelheids machte häufige Aufenthalte in der Schweiz notwendig. Schließlich siedelte die Familie 1928 dauerhaft in die Schweiz über, und die Eheleute nahmen für einige Jahre den Namen Graf und Gräfin von Lingen an. Adalbert lebte weiterhin sehr zurückgezogen und nahm keinen Anteil an der deutschen Politik. Er starb im Alter von 64 Jahren in La Tour-de-Peilz am Genfersee. Seine Witwe, die nach dem Tode ihres Mannes außer zur Kaisertochter Viktoria Luise (1892–1980) kaum noch Kontakte zum Haus Hohenzollern unterhielt, starb erst 1971.

## Nachkommen
Prinz Adalbert war verheiratet mit Prinzessin Adelheid Erna Carolina Marie Elisabeth von Sachsen-Meiningen (1891–1971). Aus der Ehe stammen drei Kinder:
- Viktoria Marina (*/† 4. September 1915)
- Viktoria Marina (* 11. September 1917; † 22. Januar 1981)
- Wilhelm Viktor (* 15. Februar 1919; † 7. Februar 1989)

## Auszeichnungen
- Schwarzer Adlerorden mit der Kette[3]
- Großkreuz des Roten Adlerordens mit Krone[3]
- Kronenorden I. Klasse[3]
- Großkomtur des Königlichen Hausordens von Hohenzollern mit Schwertern[3]
- Eisernes Kreuz (1914) II. und I. Klasse[3]
- Ehrenkreuz I. Klasse des Fürstlichen Hausordens von Hohenzollern[3]
- Hausorden der Treue[3]
- Hanseatenkreuz Bremen[3]
- Großkreuz des Hessischen Ludwigsordens[3]
- Großkreuz mit der Krone in Erz des Hausordens der Wendischen Krone[3]
- Großkreuz mit der goldenen Krone des Oldenburgischen Haus- und Verdienstordens des Herzogs Peter Friedrich Ludwig[3]
- Friedrich-August-Kreuz I. Klasse[3]
- Hausorden der Rautenkrone[3]
- Großkreuz des Hausordens vom Weißen Falken[3]
- Großkreuz des Herzoglich Sachsen-Ernestinischen Hausordens[3]
- Großkreuz des Ordens der Württembergischen Krone mit Schwertern[3]